# A Justiceira (série de televisão)
A Justiceira foi uma série de televisão produzida e exibida pela TV Globo entre 2 de abril e 2 de julho de 1997, em 1 temporada com 12 episódios. 
Criada e escrita por Daniel Filho, Doc Comparato, Aguinaldo Silva e Antônio Calmon, com colaboração de Carlos Lombardi, direção de Dennis Carvalho, José Alvarenga Júnior, Vicente Amorim e direção geral de Daniel Filho.
Estrelada por Malu Mader, Nívea Maria, Leonardo Brício, Anselmo Vasconcelos, Lui Mendes e Danielle Winits nos papéis principais.

## Enredo
Durante uma ação, a policial Diana Maciek (Malu Mader) mata acidentalmente seu parceiro Jurandir (Antônio Pompêo). Sentindo-se culpada, ela entrega seu distintivo. Cinco anos depois, ela resolve abandonar o marido Rafael (Ângelo Antônio) por ele ser toxicomaníaco. Em dívida com uma quadrilha de traficantes, o marido de Diana entrega o filho do casal, Pedro, como pagamento.
Desesperada, Diana aceita trabalhar com um grupo secreto de combate ao crime, em troca deste localizar seu filho. Este grupo é formado por Augusta (Nívea Maria), Beto (Leonardo Brício), Paco(Anselmo Vasconcelos), Diego (Lui Mendes) e Marlene (Daniele Winits). O quartel-general fica secretamente localizado nos fundos de uma livraria. Coordenado pelo juiz Salomão (Daniel Filho) e chefiado por Augusta, sua missão é fazer justiça, desde casos de roubo até espionagem.

## Elenco
| Interprete          | Personagem   |
| ------------------- | ------------ |
| Malu Mader          | Diana Maciek |
| Nívea Maria         | Augusta      |
| Leonardo Brício     | Beto         |
| Anselmo Vasconcelos | Paco         |
| Danielle Winits     | Marlene      |
| Lui Mendes          | Diego        |

### Participações especiais
| Interprete     | Personagem     |
| -------------- | -------------- |
| Dulce Conforto | Lílian Pacheco |
| Alzira Andrade | Cinira Falcão  |
| Daniel Filho   | Salomão Garcia |

### Participações em episódios
| Interprete          | Personagem        | Episódio           |
| ------------------- | ----------------- | ------------------ |
| Edson Celulari      | Jamil             | Preço da Vida      |
| Francisco Cuoco     | Ivan Maciek       | Preço da Vida      |
| Ângelo Antônio      | Rafael            | Preço da Vida      |
| Antônio Pompêo      | Jurandir          | Preço da Vida      |
| Mary Sheyla         | Marieta           | Preço da Vida      |
| Sérgio Mastropasqua | Mário             | Preço da Vida      |
| Marcelo Picchi      | Hércules          | Cinzas no Planalto |
| Gilberto Hernandez  | Rudy              | Cinzas no Planalto |
| José Augusto Branco | Dr. Fernandes     | Cinzas no Planalto |
| Roberto Bomtempo    | Delegado          | Cinzas no Planalto |
| Kamilly             | Shirley           | Cinzas no Planalto |
| Fábio Mássimo       | Marcos            | Cinzas no Planalto |
| Hilton Cobra        | Edmunda           | Cinzas no Planalto |
| Silvia Mendonça     | Funcionária       | Cinzas no Planalto |
| Reginaldo Faria     | Heitor            | Filhos da Madonna  |
| Antonio Calloni     | Ezequiel          | Filhos da Madonna  |
| Débora Duarte       | Marta             | Filhos da Madonna  |
| Cassiano Carneiro   | JC                | Filhos da Madonna  |
| Francely Freitas    | Maria             | Filhos da Madonna  |
| Cláudio Heinrich    | Sérgio            | Filhos da Madonna  |
| Lúcio Andrei        | Melecão           | Filhos da Madonna  |
| Odilon Wagner       | Homem misterioso  | O Navio Luminoso   |
| Rita Guedes         | Gigi              | O Navio Luminoso   |
| Breno Moroni        | Valdemar          | O Navio Luminoso   |
| André Mattos        | Arlindo           | O Navio Luminoso   |
| Flávio São Thiago   | Jerônimo          | O Navio Luminoso   |
| Teresa Moulin       | Soraia            | O Navio Luminoso   |
| Felipe Camargo      | Antônio           | Viagem ao Infeno   |
| Oscar Magrini       | Marquinhos        | Viagem ao Infeno   |
| Nelson Dantas       | Pai de Antônio    | Viagem ao Infeno   |
| Myriam Pérsia       | Mãe de Antônio    | Viagem ao Infeno   |
| Ricardo Conti       | Peruinha          | Viagem ao Infeno   |
| Ricardo Pavão       | Detetive corrupto | Viagem ao Infeno   |

## Episódios
| Número | Episódio           | Data de Exibição    |
| ------ | ------------------ | ------------------- |
| 1      | Preço da Vida      | 9 de abril de 1997  |
| 2      | Cinzas no Planalto | 16 de abril de 1997 |
| 3      | Filhos da Madonna  | 23 de abril de 1997 |
| 4      | O Navio Luminoso   | 30 de abril de 1997 |
| 5      | Viagem ao Inferno  | 7 de maio de 1997   |
| 6      | Eternos Diamantes  | 14 de maio de 1997  |
| 7      | Mesmo que Seja Eu  | 21 de maio de 1997  |
| 8      | Filha Única        | 28 de maio de 1997  |
| 9      | Criador e Criatura | 4 de junho de 1997  |
| 10     | Balas Perdidas     | 11 de junho de 1997 |
| 11     | Trem de Prata      | 18 de junho de 1997 |
| 12     | Viver por Viver    | 2 de julho de 1997  |

## Exibição
Foi reprisada no Viva a partir de 6 de fevereiro de 2011. Foi novamente reapresentada no Viva de 23 de setembro a 23 de dezembro de 2014.

### Outras Mídias
Foi lançada em DVD em abril de 2009.

Em 29 de abril de 2024, foi disponibilizada na íntegra pelo Globoplay, através do Projeto Resgate.